# Biblioteka Tschammera
Biblioteka Tschammera (Bibliotheca Tschammeri) – najstarsza i największą zabytkowa biblioteka ewangelicka w Polsce, znajduje się w Cieszynie, jest częścią Muzeum Protestantyzmu w Cieszynie, należy do Parafii Ewangelicko-Augsburskiej w Cieszynie.

## Historia

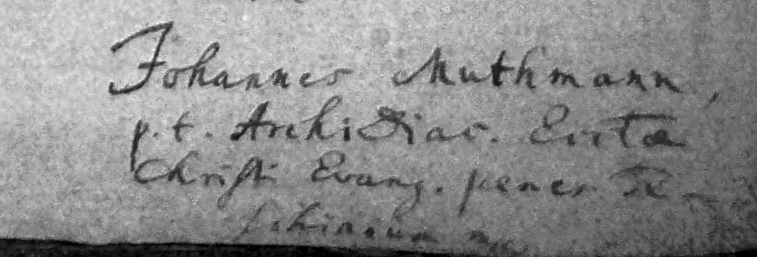
Autograf pastora Muthmanna w metryce z księgozbioru Biblioteki Tschammera

Biblioteka powstała na podstawie zapisu testamentowego prawnika Bogumiła Rudolfa Tschammera (1711–1787). Zawiera książki wielu pastorów, szlachty, nauczycieli i innych wiernych kościoła ewangelickiego narodowości niemieckiej, polskiej i czeskiej. W jej skład weszły całe księgozbiory ewangelickich duchownych i laików, np. Georga Greupnera (zm. 1717), Jerzego Fryderyka Bludowskiego (1655–1730), Rudolfa Wrzecionki (1865–1946), Jana Stonawskiego (1870–1957), Oskara Michejdy (1885–1966). Biblioteka była pierwszą biblioteką w Cieszynie, przekazaną na użytek publiczny. Od swojego powstania w XVIII wieku do dziś znajduje się w Kościele Jezusowym w Cieszynie.

## Zbiory
Liczy przeszło 23 tys. tomów, w tym 5 inkunabułów i niespełna 5000 starych druków, i ponadto 322 rękopisów bibliotecznych. Książki i rękopisy są większością z dziedziny prawa, historii i teologii. Katalogi biblioteki są niekompletne, co utrudnia jej wykorzystanie.
Według katalogu z 1786 roku biblioteka liczyła 640 książek. Katalog z 1801 roku nie zachował się. W 1829 roku biblioteka mogła się pochwalić 3210 książkami, a w 1848 roku 3689. Katalog sporządzony na początku lat 30. XX wieku przez Jana Wantułę wylicza 5160 pozycji w pełni opracowanych oraz 840 ułożonych na półkach i ponumerowanych.
W 2007 roku Biblioteka Tschammera przystąpiła do realizacji projektu „Ochrona i konserwacja cieszyńskiego dziedzictwa piśmienniczego”. Od 2009 roku Biblioteka weszła w skład Muzeum Protestantyzmu – Biblioteki i Archiwum im. B.R. Tschammera w Cieszynie.

## Bibliotekarze
- Carl Georg Rumi (?−1806)
- Jan Broda
- Grażyna Ciompa-Wucka
- Jolanta Sztuchlik
- Marcin Gabryś